# 阿爾佩巴赫河
50°57′37.33″N 7°31′57.91″E / 50.9603694°N 7.5327528°E
阿爾佩巴赫河（德語：Alpebach），是德國的河流，位於該國西部，處於北萊茵-威斯特法倫州，屬於埃姆舍爾河的支流，流經奥伯豪森，河道全長4公里。